# マイコン・ダグラス・シセナンド
マイコン・ダグラス・シセナンド（Maicon Douglas Sisenando, 1981年7月26日 - ）は、ブラジル・リオグランデ・ド・スル州ノヴォ・アンブルゴ出身の元サッカー選手。ポジションはディフェンダー（右サイドバック）。元ブラジル代表。
ポルトガル語では、ダグラスではなくドグラスと発音。

## 経歴

### クラブ

#### クルゼイロ
2001年にクルゼイロECでプロデビュー。主力選手として2シーズンを過ごし、頭角を現す。

#### モナコ
2004年7月1日にフランスのASモナコに移籍。レギュラーとして2シーズンで59試合に出場し5ゴールを挙げた。

#### インテル

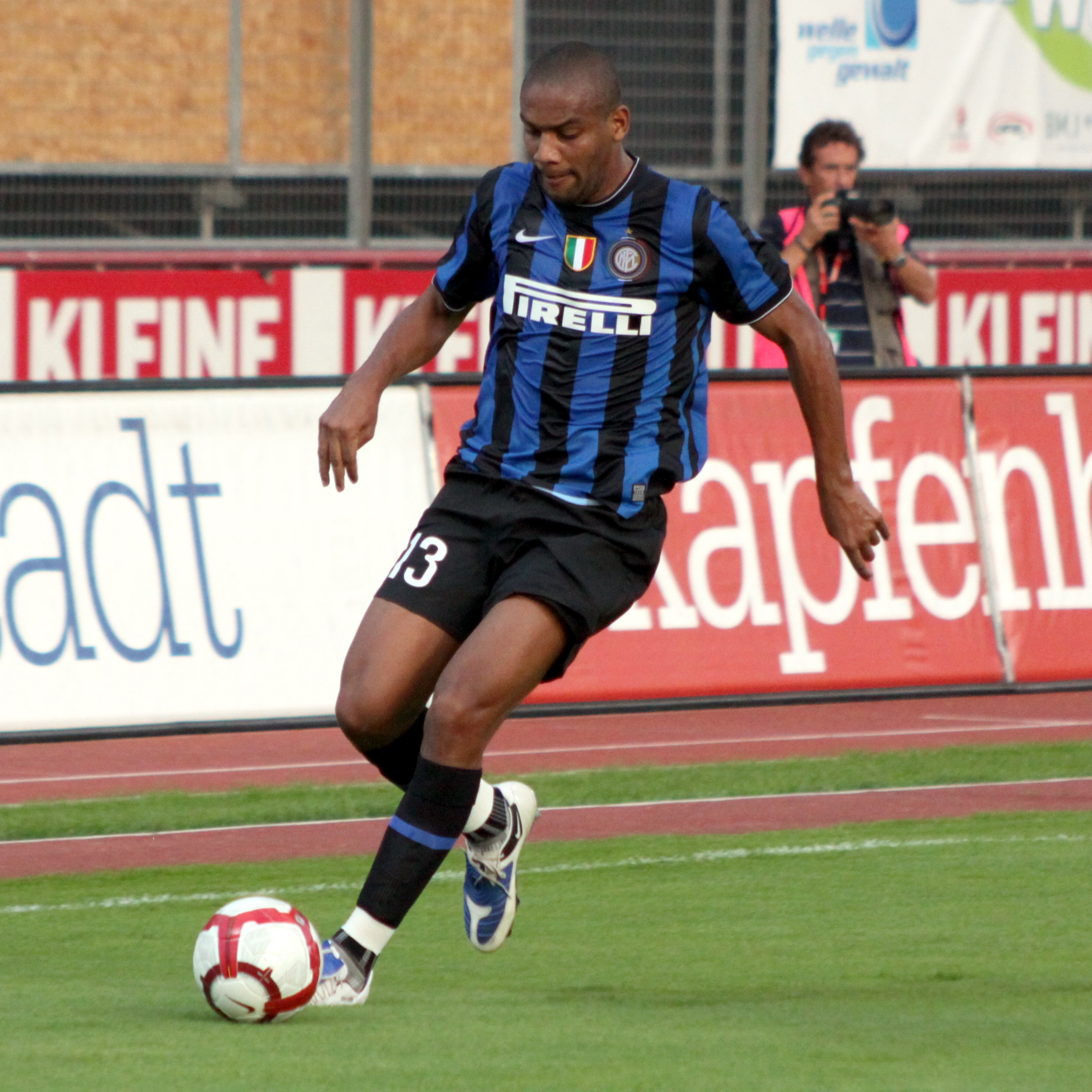
インテルでプレーするマイコン

ロベルト・マンチーニのラブコールを受けて2006年7月1日にイタリアのインテル・ミラノに移籍。すぐにレギュラーポジションを奪取し、移籍初年度でチームのリーグ優勝に貢献した。2009-10シーズンはセリエA、コッパ・イタリア、UEFAチャンピオンズリーグの3大会で合計7ゴール12アシストの活躍で、イタリアのクラブ史上初の主要タイトル三冠達成に貢献した。
インテルには実働6シーズンで249試合出場20得点。国内外あわせて11のタイトルを手にした。

#### マンチェスター・シティ
2012年8月31日、プレミアリーグのマンチェスター・シティFCに移籍金400万ユーロで移籍。背番号は3番。9月15日、ストーク・シティ戦で移籍後初出場を果たした。11月11日、トッテナム・ホットスパー戦で後半にマティヤ・ナスタシッチとの交代で途中出場し、ホームでの初出場を果たした。シーズン通して怪我に悩まされ、またチームに馴染めなかったため、パブロ・サバレタから右サイドバックのポジションを奪うことはできず、さらに怪我がちなマイカ・リチャーズの代わりを果たすことも出来なかった。そのため、ベンチ入りすることも少なかった。シーズン終了後、マンチーニが解任されマヌエル・ペレグリーニが監督に就任すると、すぐに構想外となりチームの南アフリカへのプレシーズンツアーにも帯同しなかった。

#### ASローマ
2013年7月18日、マンチェスター・シティはASローマに移籍が決定と発表した。7月26日、32歳の誕生日の日に正式にローマと2年契約を締結した。
背番号13番を着用し、8月25日のリヴォルノとの開幕戦でフル出場し、移籍後初出場を果たした。9月25日、サンプドリア戦で筋肉を損傷して途中交代した。右太ももを負傷し、回復までに15日を要した。ナポリ戦で復帰し、2-0での勝利に貢献した。12月8日、ACFフィオレンティーナ戦でローマでの初ゴールを挙げ、4試合連続引き分けだったチームを勝利に導いた。2014年に入り、ジェノア戦でシーズン2点目の得点を記録した。コッパ・イタリア準々決勝のユヴェントス戦でローマでのコッパ・イタリア初出場を果たした。
2014年10月13日、ローマとの契約を2016年6月まで延長した。

#### アヴァイ
2017年5月31日、アヴァイFCと契約を交わした。クルゼイロを去ってから13年ぶりに母国ブラジルに戻ってのプレーとなる。

#### クリシューマ
2019年1月、クリシューマFCに加入した。

### 代表

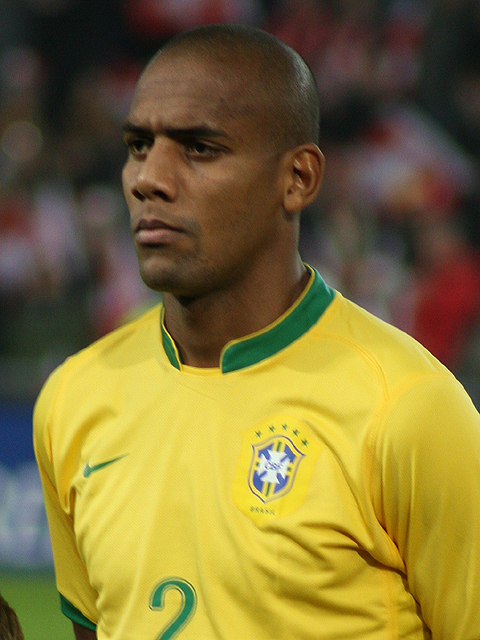
ブラジル代表でのマイコン

2003年のCONCACAFゴールドカップ初戦のメキシコ戦で（23歳以下の年齢制限付きながら）ブラジル代表デビューを飾った。続くホンジュラス戦で代表初得点を記録。2004年のコパ・アメリカでは優勝を経験している。
2010 FIFAワールドカップ初戦の北朝鮮戦では先制点を挙げ、大会選定のマンオブザマッチに選出された。
2014 FIFAワールドカップでは準々決勝のコロンビア戦で、ダニエウ・アウベスに代わり先発出場の機会があった。

## エピソード
- 「マイコン・ドウグラス（Maicon Douglas）」という名前は、俳優のマイケル・ダグラス（Michael Douglas）に由来する。マイコンの父親がカーク・ダグラスの大ファンであり、自分の息子にカークの実子と同じ名前を付けた。しかし戸籍を登録する際、担当者に「外国風の名前は認められない」と言われ、英語の発音に近いポルトガル語の綴りで"Maicon"と名付けた。

## 所属クラブ
- 2001-2004  クルゼイロEC
- 2004-2006  ASモナコ
- 2006-2012  インテルナツィオナーレ・ミラノ
- 2012-2013  マンチェスター・シティFC
- 2013-2016  ASローマ
- 2017  アヴァイFC
- 2019  クリシューマEC
- 2020  ヴィラ・ノヴァAC
- 2021  ASDソーナ・カルチョ
- 2021  SPトレ・ペンネ

## 代表歴

### 出場大会
- ブラジル代表
  - 2010 FIFAワールドカップ
  - 2014 FIFAワールドカップ

### 試合数
- 国際Aマッチ 75試合 7得点（2003年-2014年）[20]

| ブラジル代表 | 国際Aマッチ | 国際Aマッチ |
| 年           | 出場        | 得点        |
| ------------ | ----------- | ----------- |
| 2003         | 5           | 1           |
| 2004         | 5           | 0           |
| 2005         | 2           | 0           |
| 2006         | 5           | 0           |
| 2007         | 15          | 2           |
| 2008         | 9           | 1           |
| 2009         | 13          | 1           |
| 2010         | 8           | 1           |
| 2011         | 3           | 0           |
| 2012         | 0           | 0           |
| 2013         | 4           | 1           |
| 2014         | 6           | 0           |
| 通算         | 75          | 7           |

## タイトル

### クラブ
クルゼイロ
- カンピオナート・ブラジレイロ：2003
- コパ・ド・ブラジル：2003
- カンピオナート・ミネイロ：2002、2003

インテル
- セリエA：2006-07、2007-08、2008-09、2009-10
- イタリアスーパーカップ：2006、2008、2010
- コッパ・イタリア：2009-10、2010-11
- UEFAチャンピオンズリーグ：2009-10
- FIFAクラブワールドカップ：2010

### 代表
ブラジル代表
- コパ・アメリカ：2004、2007
- FIFAコンフェデレーションズカップ：2005、2009

### 個人
- セリエAゴール・オブ・ザ・イヤー：2010（ユヴェントス戦のボレーシュートに対して）